# Josué Santos
Josué Neri Santos de León (Ciudad Juárez, 1º luglio 1916 – Ciudad Juárez, 1º aprile 2007) è stato un cestista messicano.

## Carriera
Venne convocato per il torneo olimpico di Londra del 1948, durante il quale disputò sei incontri.